# Sighișoara
Sighișoara (prononciation en roumain : [siɡiˈʃo̯ara] ; en allemand : Schäßburg, prononcé : [ˈʃɛsbʊɐ̯k] ; en saxon de Transylvanie : Schäsbrich ; en hongrois : Segesvár ; en latin : Castrum Saxorum) est une ville et une municipalité de Transylvanie, Roumanie. Elle est peuplée de 32 570 habitants en 2007. C'est une destination touristique connue pour son patrimoine historique et figurant sur la liste du patrimoine mondial dressée par l'UNESCO.

## Géographie
La ville de Sighișoara est située dans le Sud du județ de Mureș, sur la rivière Târnava Mare et dans la vallée homonyme, à 55 km au sud-est de Târgu Mureș (le chef-lieu du județ) et à 110 km au nord-ouest de Brașov.
La partie la plus ancienne de la ville est située sur un plateau dominé par une colline qui surplombe une boucle de la rivière. Dès le Moyen Âge, l'expansion urbaine a rejoint la rive gauche de la Târnava pour s'étendre à l'heure actuelle sur la rive droite où se trouvent la gare et de grands quartiers modernes.
La municipalité est composée de la ville de Sighișoara elle-même et des sept villages suivants (population en 2002) :
- Sighișoara (30 689), siège de la municipalité ;
- Angofa (4) ;
- Aurel Vlaicu (98) ;
- Hetiur (914) ;
- Rora (212) ;
- Șoromiclea (71) ;
- Venchi (195) ;
- Viilor (121).

## Histoire

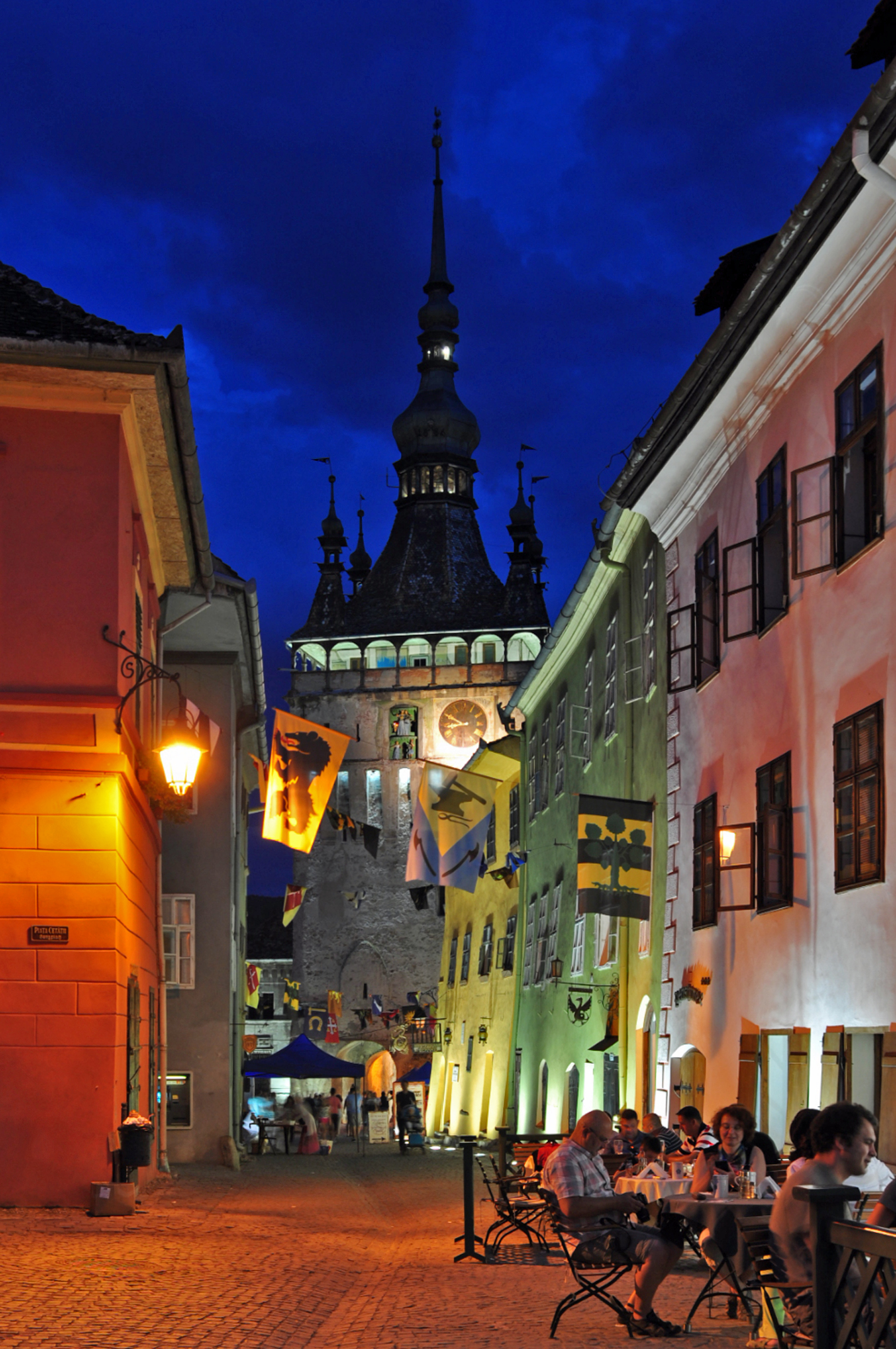
Sighișoara de nuit.

Un oppidum dace nommé Sondava, du IIIe siècle av. J.-C., est devenu le site d'un castrum romain et la base d'une légion romaine au IIe siècle.
Au XIIe siècle, des artisans et des marchands d'origine allemande, appelés Saxons de Transylvanie sont invités par le roi de Hongrie, suzerain du voïvodat de Transylvanie, à coloniser et développer ce vassal oriental de son royaume. Le chroniqueur Krauss mentionne la colonie saxonne à Sighișoara en 1191. Le site où se sont installés ces colons saxons avait déjà été fortifié par les Sicules une cinquantaine d'années auparavant.
Après l'invasion mongole de l'Europe en 1241, des fortifications sont élevées autour de la ville. Celles-ci sont payées par les corporations d'artisans (elles sont vingt-cinq en 1376). La noblesse hongroise et la bourgeoisie saxonne habitent alors la ville haute, sur la colline originelle, tandis que des faubourgs, peuplés d'artisans saxons, se développent dans la ville basse, elle aussi protégée par des murailles et des portes défensives. Autour de la ville, hors les remparts, se trouvent les maisons et églises en bois des ouvriers et paysans « valaques » (comme l'on appelait alors les Roumains) qui, en cas d'invasion, ne sont pas admis dans la ville mais doivent se cacher dans leurs posade parsemant les collines alentour.
En 1280, Sighișoara est connue par son nom latin Castrum Saxorum, et en 1298 par son nom allemand de Schespurch. En 1337 Sighișoara devient une résidence royale, et obtient le statut de ville en 1367 sous le nom de Civitas de Segusvar. Pendant plusieurs siècles, la ville joua un rôle stratégique et commercial significatif aux limites orientales du royaume de Hongrie, devenant l'une des villes les plus importantes de Transylvanie.
La menace ottomane oblige à renforcer les remparts de 1421 à 1526. Les artisans et les marchands allemands dominent l'économie de la ville. On estime que pendant les XVIe et XVIIe siècles, Sighișoara posséda près de quinze guildes et vingt associations d'artisans. Le sculpteur baroque Elias Nicolai y a vécu. Georges Ier Rákóczy y fut élu voïvode de Transylvanie et roi de Hongrie en 1631.
Deux légendes relient des personnages historiques à Sighișoara. Selon l'une, Vlad II Dracul (Vlad II le Dragon), prince de Valachie se serait établi dans la ville de 1421 à 1436 et c'est là que serait né son fils qui règnera sous le nom de Vlad III l'Empaleur (dont la légende revue par l'écrivain Bram Stoker met en scène le personnage de Dracula). En fait, c'est à Târgoviște en Valachie que se trouvait la résidence princière des voïvodes de Valachie, et c'est là que les deux Vlad sont, selon toute probabilité, nés. Selon l'autre légende, il y aurait un lien entre les noms de Transylvanie et Pennsylvanie, la région de Sighișoara étant le lieu de naissance en 1673 du mystique protestant Johannes Kelpius, qui émigre en Pennsylvanie sur le navire Sarah Maria Hopewell et y devient l'âme du groupe d'ermites appelés Mystics of the Wissahickon, ou encore Society of the Woman in the Wilderness.
Aux XVIIe et XVIIIe siècles, Sighișoara souffre d'événements tragiques : incendies en 1676, 1736, 1788, épidémies de peste dont meurt la moitié de la population, inondations en 1771, séisme en 1838.
La plaine voisine d'Albești est le site de la bataille de Sighișoara (en) où l'armée des révolutionnaires hongrois de 1848 conduite par Józef Bem, après avoir réprimé les révolutionnaires roumains conduits par Avram Iancu, est défaite par l'armée russe d'Alexandre von Lüders le 31 juillet 1849. Un monument est dédié en 1852 au général russe Skariatine, qui mourut lors de cette bataille. On pense aussi que le poète hongrois Sándor Petőfi a été tué dans cette bataille : un monument à sa mémoire est érigé à Albești en 1897.
La ville reste à l'écart du développement économique du XIXe siècle, ce qui lui permet de préserver son centre historique médiéval de changements urbanistiques trop massifs. En 1867, lors de la réorganisation administrative de l'Autriche-Hongrie, Sighișoara devient une ville du royaume hongrois, et en 1876, lors de la réorganisation administrative de la Transylvanie, elle devient le chef-lieu du comitat de Nagy-Küküllő/Târnava-Mare.
En 1918, lors de la dislocation de l'Autriche-Hongrie et de la république démocratique hongroise, la ville rejoint la Roumanie, ce qui sera reconnu par le Traité de Trianon en 1920. Par le deuxième arbitrage de Vienne, elle est rendue à la Hongrie de 1940 à 1944, avant de redevenir roumaine en 1945, ce qui sera reconnu par le traité de paix de Paris en 1947. Comme toute la Roumanie, Sighișoara a subi les régimes dictatoriaux carliste, fasciste et communiste de février 1938 à décembre 1989, mais connaît à nouveau la démocratie depuis 1990. Sa population germanique a en grande partie émigré vers l'Allemagne en profitant des « lois du retour » de ce pays, et au recensement de 2011, 70% des habitants étaient roumains et 17% hongrois.
Le centre historique de Sighișoara a conservé son aspect de ville fortifiée médiévale et a été inscrit au Patrimoine mondial de l'UNESCO. Chaque année en juillet, un festival médiéval se tient dans la vieille citadelle.

## Sites touristiques

### Lieux et monuments
La vieille ville de Sighişoara constitue un ensemble remarquable d'architecture civile et militaire du Moyen Âge germanique transylvain, dont l'état de conservation a justifié son inscription sur la liste du Patrimoine mondial. Le centre historique est constitué par le site fortifié qui s'étend sur le plateau aux versants abrupts dominé par la colline de la Cité, la Ville Basse et les murailles qui enserrent l'ensemble.
Les monuments les plus remarquables sont :
- la Tour de l'Horloge de Sighișoara (Turnul cu Ceas), tour défensive du XIIIe siècle et du XIVe siècle et porte d'entrée principale de la ville. Le Conseil Municipal de la cité se tenait à cet endroit jusqu'en 1456 ; elle a été transformée en Musée d'Histoire en 1899. Construction de 64 mètres de hauteur, la tour comporte une galerie surmontée d'un toit de tuiles vernissées et d'une flèche, l'emblème de Sighișoara.
- l'église Saint-Nicolas, au sommet de la colline, de style gothique (1459-1495), avec un ensemble de fresques gothiques et plusieurs retables Renaissance.
- l'escalier des Écoliers, escalier à rampes de 175 marches avec une couverture en bois datant de 1642, permet d'accéder à l'église Saint-Nicolas sur la colline[4].
- la place de la Citadelle et rues avoisinantes, ensemble de maisons d'artisans à deux ou trois étages aux crépis colorés et aux hautes toitures de tuiles.
- l'église Saint-Joseph adossée aux remparts.
- l'église du monastère, ancienne église des Dominicains (XIIIe siècle), agrandie en 1515, de style gothique avec une décoration intérieure baroque, un remarquable retable, une collection de tapis turcs.
- les nombreuses maisons médiévales.
- les murailles de la Citadelle (930 mètres de long, huit à dix mètres de haut), construite du XIIIe siècle au XVIIe siècle. Neuf tours subsistent sur les quatorze originelles. Chaque tour porte le nom d'une corporation : tour des Fourreurs, des Bouchers, des Tailleurs, des Ferblantiers, etc.

### Tours
Selon d’anciens écrits d’architecture militaire, les tours ont une fortification de défense mutuelle. Chacune est supposée être une forteresse indépendante ; casser l’une des bases de ces tours ne suffit pas à pénétrer dans la ville. Les tours sont creuses à l’intérieur et elles sont équipées d’ascenseurs et de galeries souterraines.
- la tour à l'horloge (Turnul cu Ceas) : le monument mesure 64 m de haut et a été construit au XIIIe siècle. C’est aujourd'hui un musée historique ;
- la tour des tanneurs  (Turnul cositorarilor)
- la tour des bouchers (Turnul măcelarilor)
- la tour des cordonniers (Turnul cizmarilor)
- la tour des tailleurs (Turnul croitorilor)
- la tour des fourreurs (Turnul cojocarilor)
- la tour des ferrailleurs (Turnul fierarilor)
- la tour des cordiers (Turnul frânghierilor)
- la tour des tanneurs (Turnul tăbăcarilor)

### Églises
- L’église sur la colline (Biserica din Deal) – est indubitablement l’un des plus précieux monuments architecturaux de la ville. Il fait partie des bâtiments les plus représentatifs du style gothique en Roumanie.
- L’église du monastère dominicain (Biserica Mânăstirii Dominicane) – est un bâtiment de style gothique. Elle est située dans les environs de la tour d’horloge. L’église a été construite au XIIIe siècle, c’est l’une des seules qui n’a pas de cloche. La raison est que les saxons ne voulaient pas en installer alors que l’église située sur la colline en a bénéficié d’une. Il leur semblait que c’était suffisant pour toute la ville.
- L’église catholique Saint Joseph
- Église du lazaret (Biserica Leproșilor)
- La cathédrale orthodoxe  (Catedrala Ortodoxă)
- L’église de la Sainte-Trinité de Sighișoara, également orthodoxe, de style néo-byzantin.

### Architecture civile
La plupart des 164 maisons de la ville n’ont pas moins de 300 ans d’histoires et elles sont considérées comme monuments historiques. La place centrale de la ville était autrefois habitée par les nobles familles de la ville. Bien que les maisons aient subies des changements au fil du temps, les plus jolies sont les seules qui ont conservé leur état d’origine.
- Strada 1 Decembrie 1918
- Maison sur le rocher (Casa de pe stâncă)
- Maison vénitienne ou Maison verte (Casa Venețiană)
- La maison dite « de Vlad Dracula »
- L’Hôtel de Ville
- Le complexe hôtelier de Sighișoara – construit dans les années 1886 – 1889 et il était le siège de l’hôtel de ville.
- Le Lycée de Sighișoara
- Maison du cerf (Casa cu Cerb)
- La place de la Citadelle (Piața Cetății)
- Casa Asociației Meșteșugărești (La Perla)
- Bâtiment Joseph B. Teusch  (Hotel Central)

La ville basse possède aussi quelques bâtiments intéressants du début du XXe siècle, notamment l'hôtel Steaua, de style art nouveau et de beaux immeubles baroques.

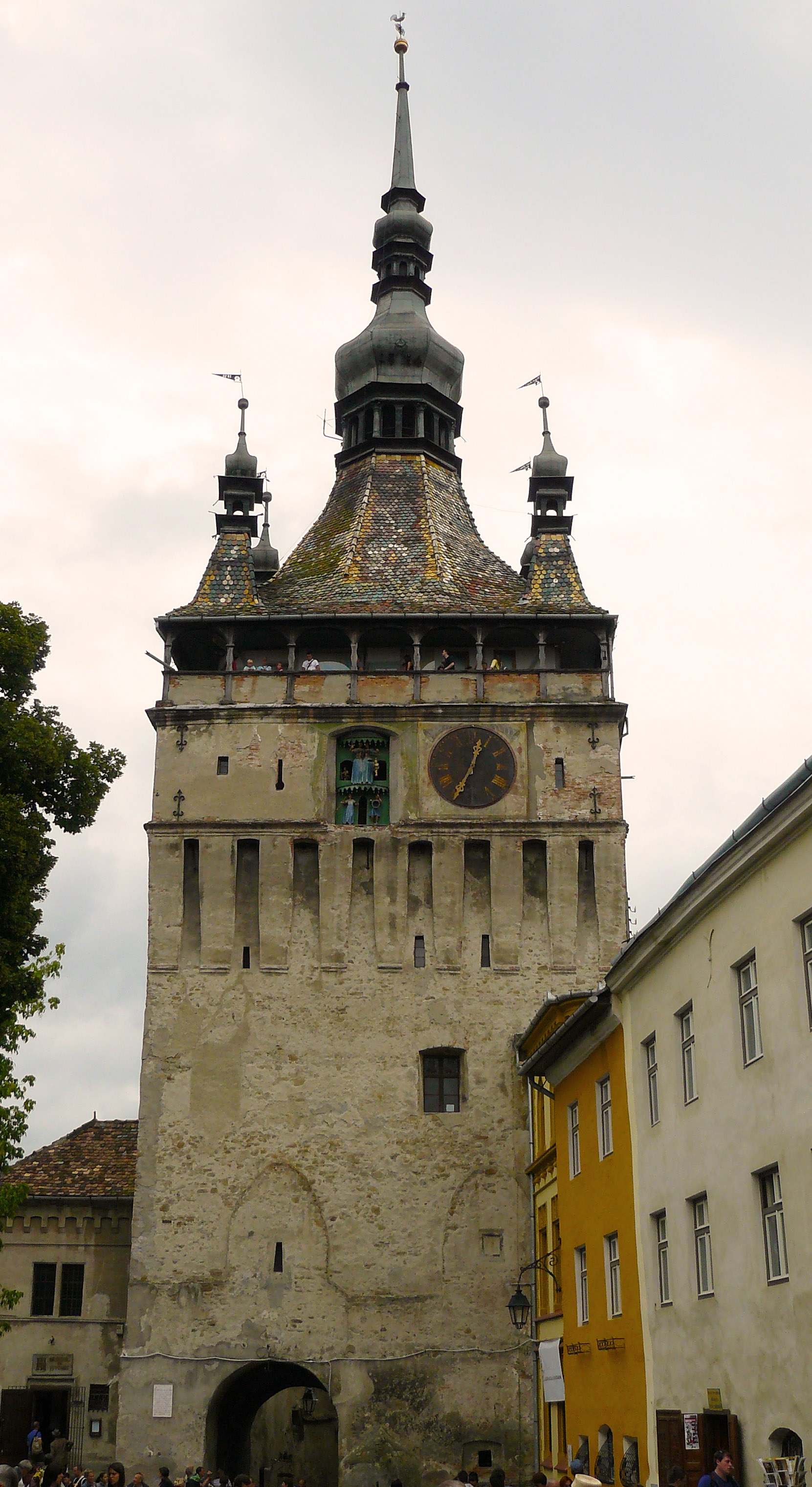
La tour de l'Horloge
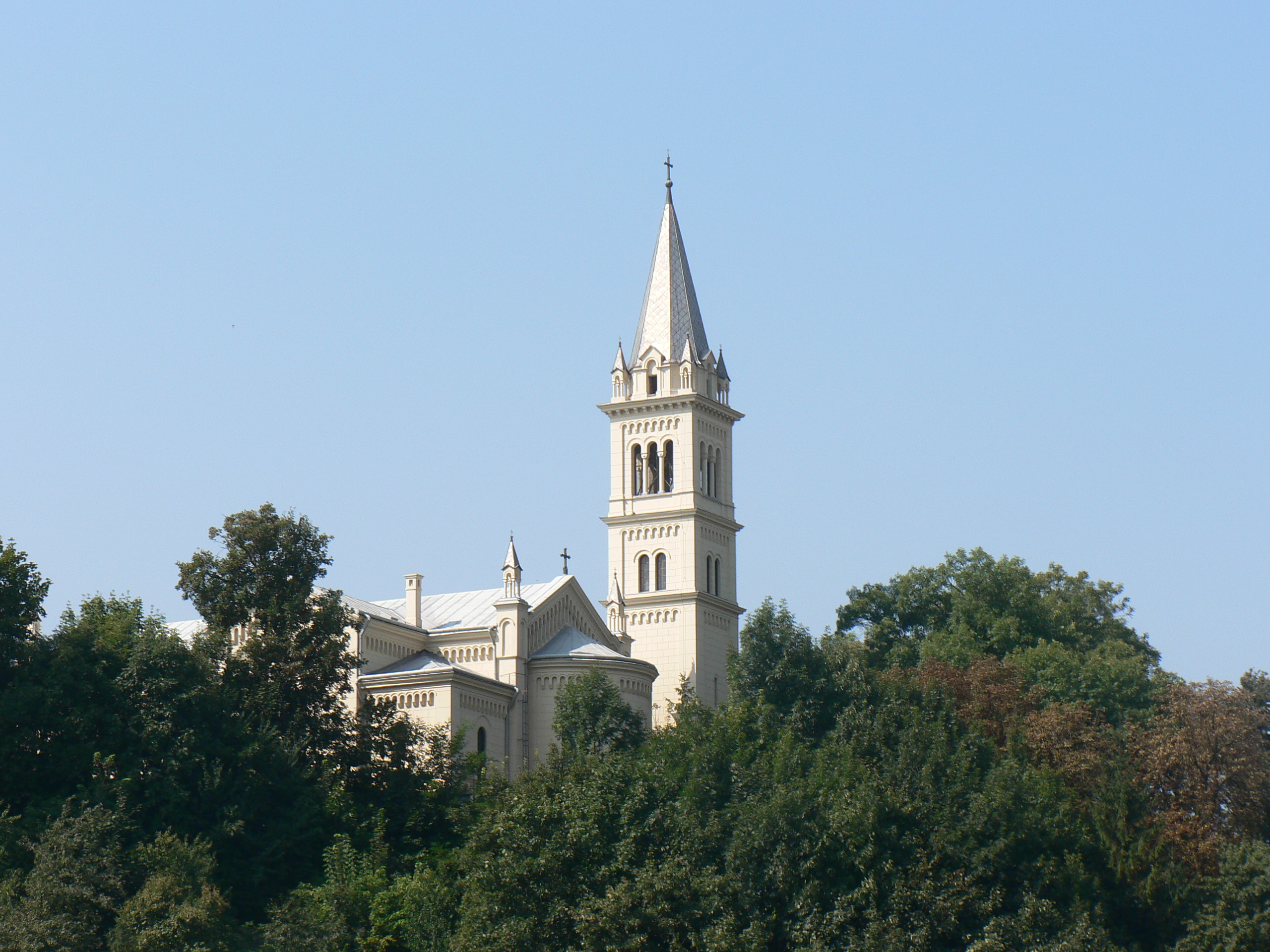
L'église catholique
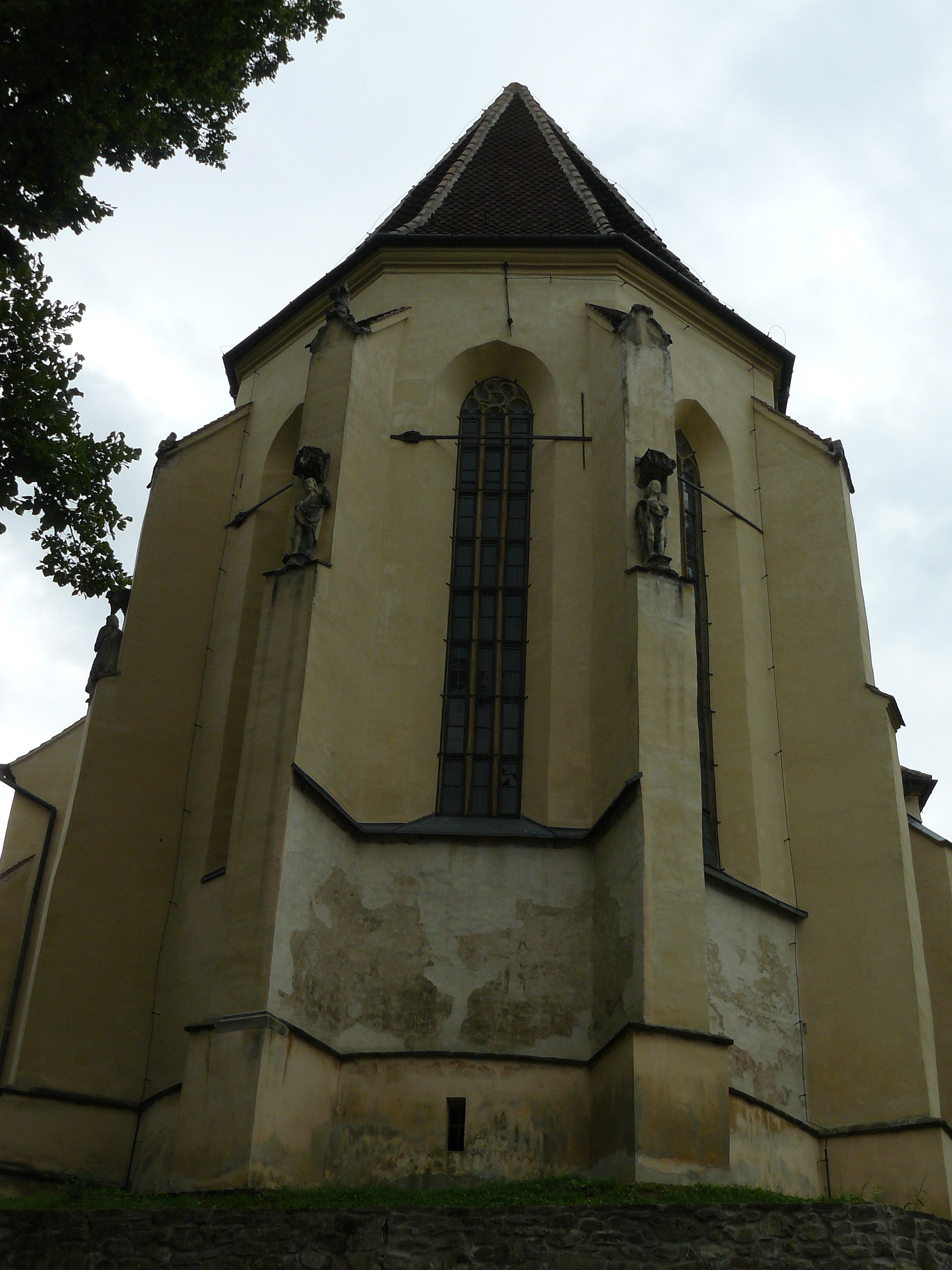
L'église St-Nicolas
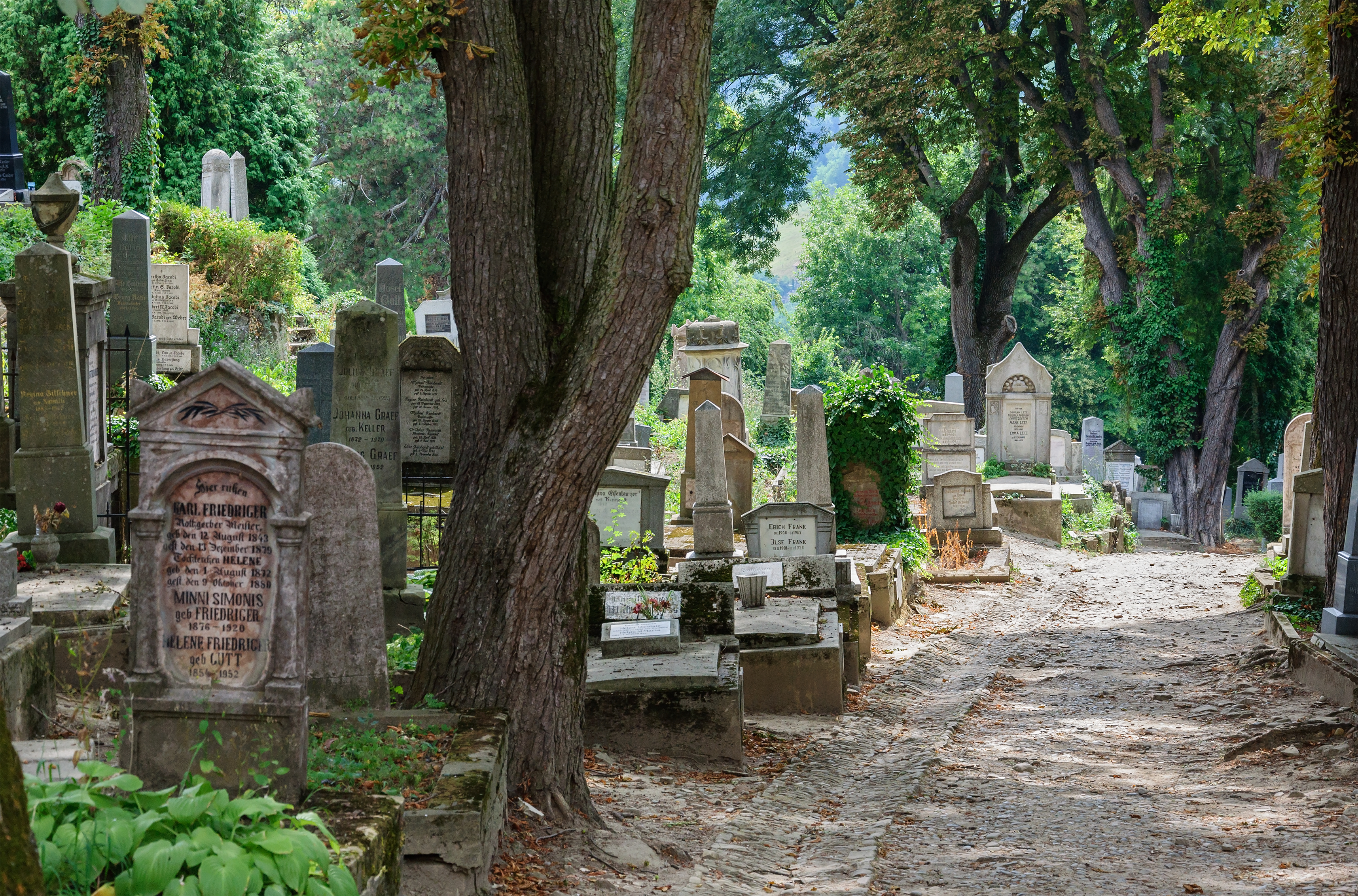
Le cimetière saxon près de l'église St-Nicolas
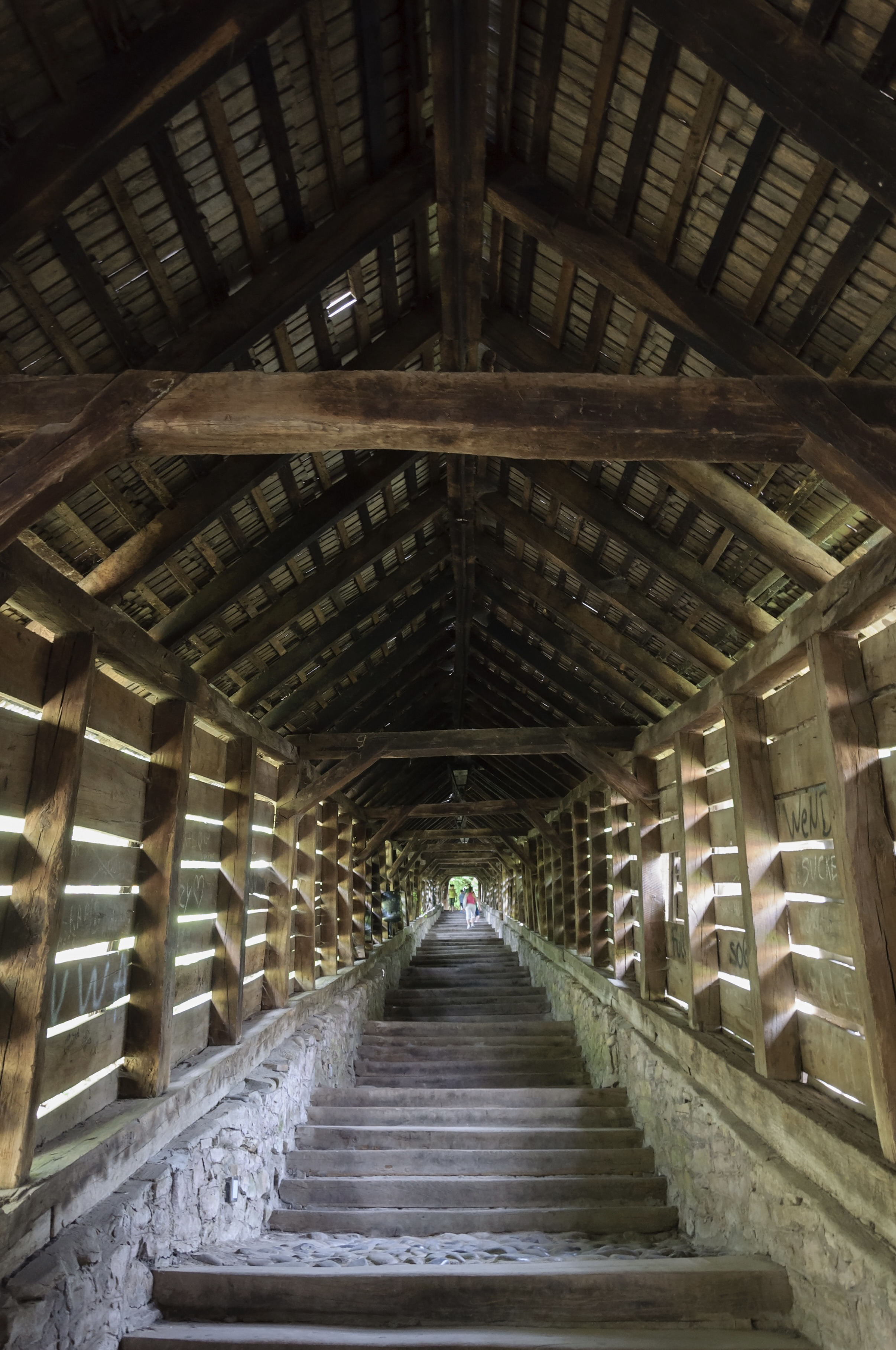
L'escalier couvert dit escalier des Écoliers.
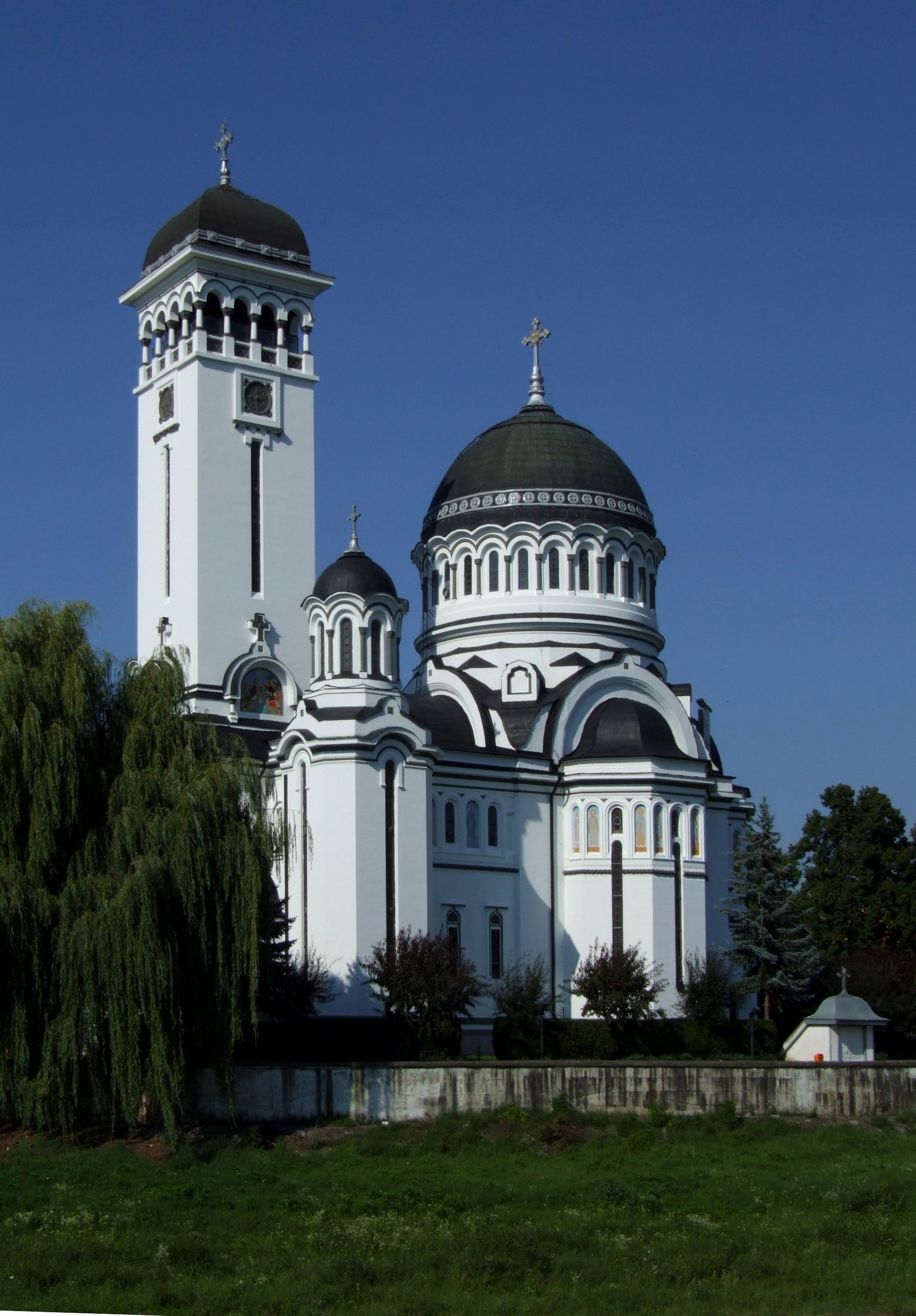
L'église orthodoxe de la Trinité
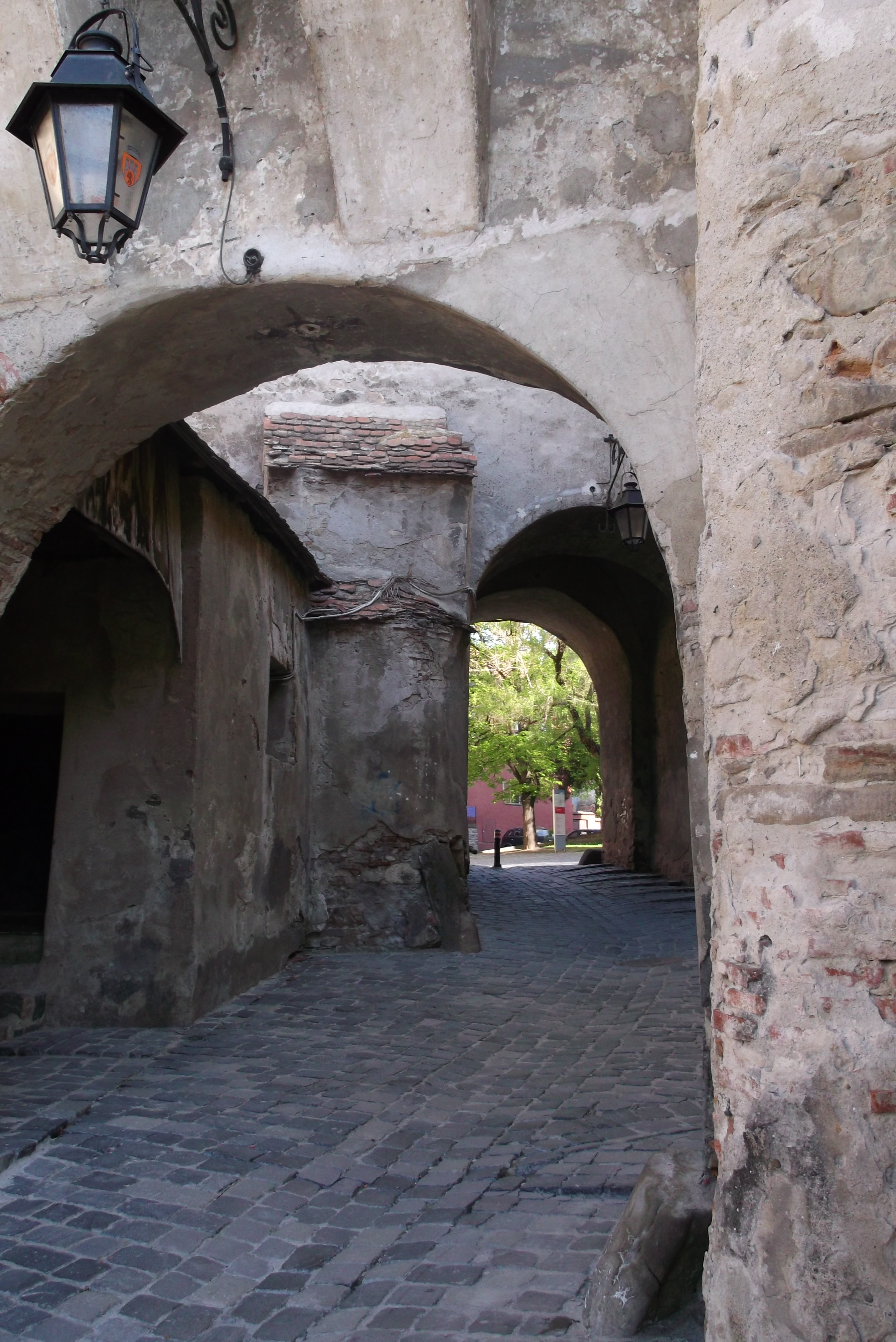
Rue de la vieille ville

## Arts et culture

### Dans la littérature
La ville notamment la Tour de l’Horloge est très présente dans l’œuvre de Gheorghe Crăciun.

### Au cinéma
Sighișoara apparaît dans l’épisode 4 de la saison 2 de la série télévisée américaine The Witcher.

## Politique
| Période                                  | Période        | Identité            | Étiquette | Qualité |
| ---------------------------------------- | -------------- | ------------------- | --------- | ------- |
| Les données manquantes sont à compléter. |                |                     |           |         |
| 2000                                     | 2015           | Ioan Dorin Dăneșan  | PSD       |         |
| 2015                                     | 2016           | Ionel Gavrilă       | PNL       | intérim |
| 2016                                     | 3 février 2017 | Ovidiu Mălăncrăvean | PSD       |         |
| 3 février 2017                           | En cours       | Tóth Tivadar        | UDMR      | intérim |

| Parti | Parti                                      | Sièges |
| ----- | ------------------------------------------ | ------ |
|       | Parti national libéral (PNL)               | 7      |
|       | Union indépendante pour Sighișoara (UIPS)  | 6      |
|       | Parti social-démocrate (PSD)               | 3      |
|       | Union démocrate magyare de Roumanie (UDMR) | 2      |
|       | Parti Mouvement populaire (PMP)            | 1      |

## Démographie

### Ethnies
La composition démographique de la ville s'est profondément modifiée au cours du XXe siècle. La ville s'est « roumanisée » et a perdu peu à peu sa spécificité germanique.
En 1910, la ville comptait 6 092 Allemands (soit 47,61 % de la population totale), 3 580 Roumains (27,98 %) et 2 740 Hongrois (21,41 %).
En 1930, on recensait 5 845 Allemands (41,08 %), 4 771 Roumains (33,53 %), 2 928 Hongrois (20,58 %), 504 Roms (3,54 %) et 146 Juifs (1,03 %).
En 2002, les proportions sont les suivantes : 24 751 Roumains (76,06 %), 5 934 Hongrois (18,36 %), 1 135 Roms et seulement 623 Allemands (1,92 %).

### Religions
Selon le recensement de 2011, la répartition religieuse de la population est la suivante :
- Orthodoxes : 70,81 %
- Réformés : 7,88 %
- Catholiques : 5,31 %
- Unitariens : 3,24 %
- Pentecôtistes : 1,11 %
- Non-déclarés : 6,89 %
- Autres : 4,72 %

## Économie
La ville possède des unités de fabrication de meubles, verreries, céramiques. L'industrie textile, la confection et les matériaux de construction sont également des secteurs actifs de l'économie locale.
Le commerce et le tourisme y jouent un rôle de plus en plus important.

## Communications

### Routes
La ville est reliée par la route nationale DN13 (route européenne 70) à Târgu Mureș au nord et à Brașov et Bucarest (à 297 km) au sud.
Une  route régionale permet de rejoindre à l'est le județ de Harghita et Odorheiu Secuiesc tandis que la route nationale DN14 à l'ouest la relie à Mediaș et Sibiu, dans le județ de Sibiu.

### Voies ferrées
Sighișoara dispose d'une gare et bénéficie de très bonnes liaisons ferroviaires avec Brașov, Odroheiu Secuiesc et Mediaș.

## Jumelages
- Blois (France) depuis le 18 novembre 1995
- Baden (Suisse) depuis 1991
- Città di Castello (Italie)
- Dinkelsbühl (Allemagne) depuis 2006

## Galerie

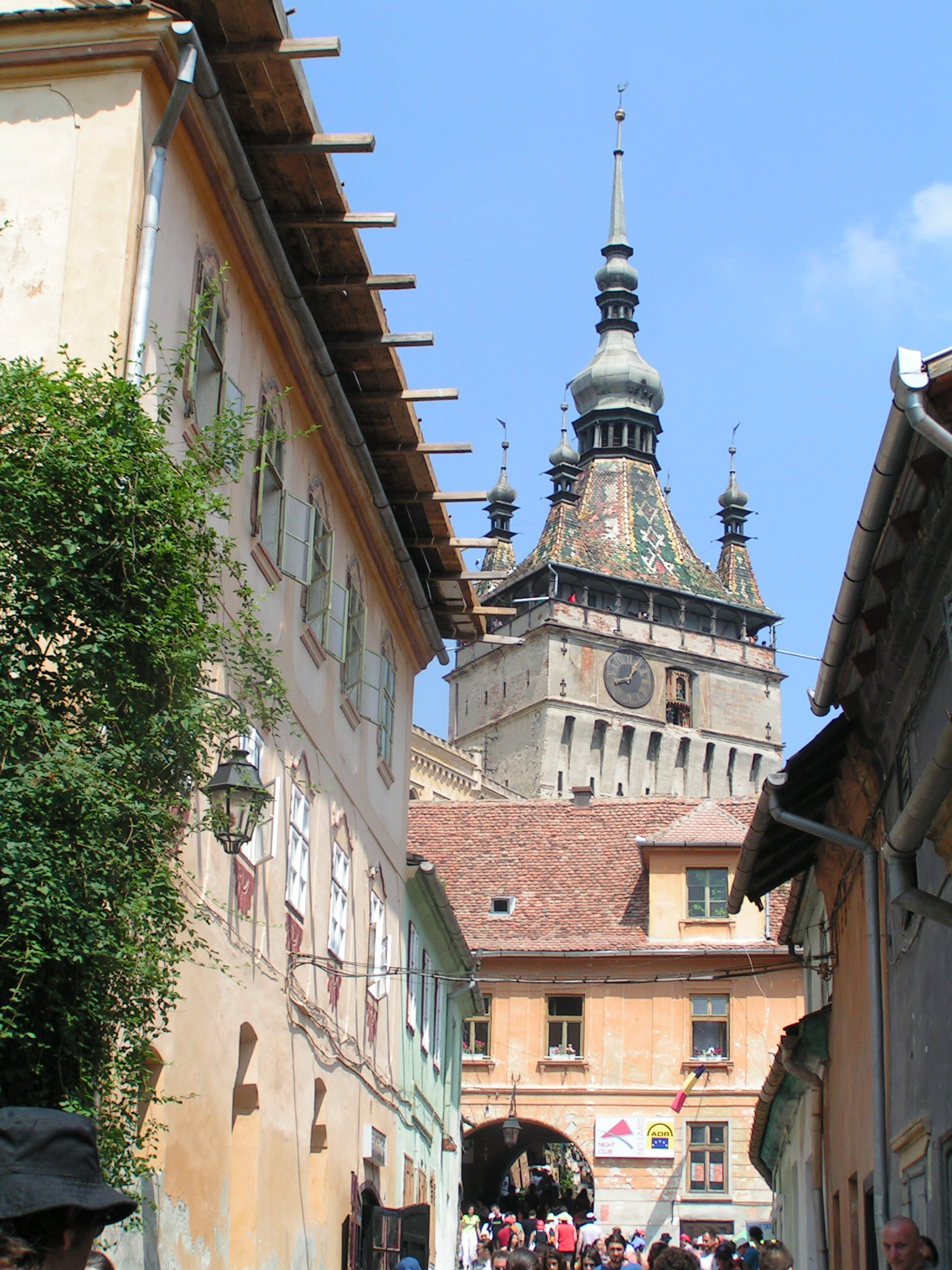
Une rue de Sighișoara
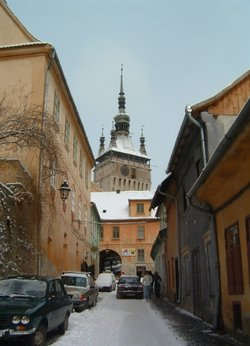
Tour de l'horloge
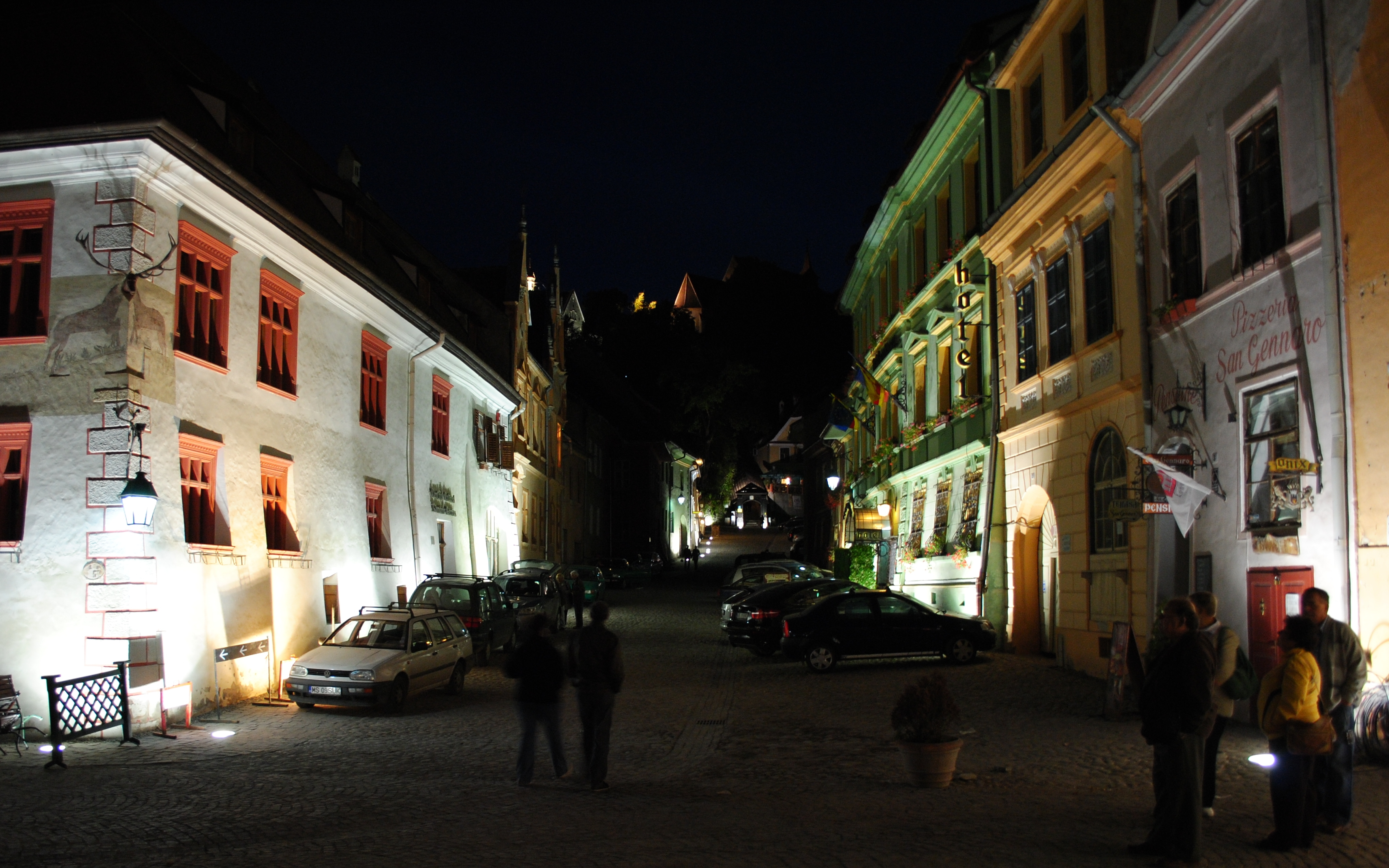
Sighișoara de nuit
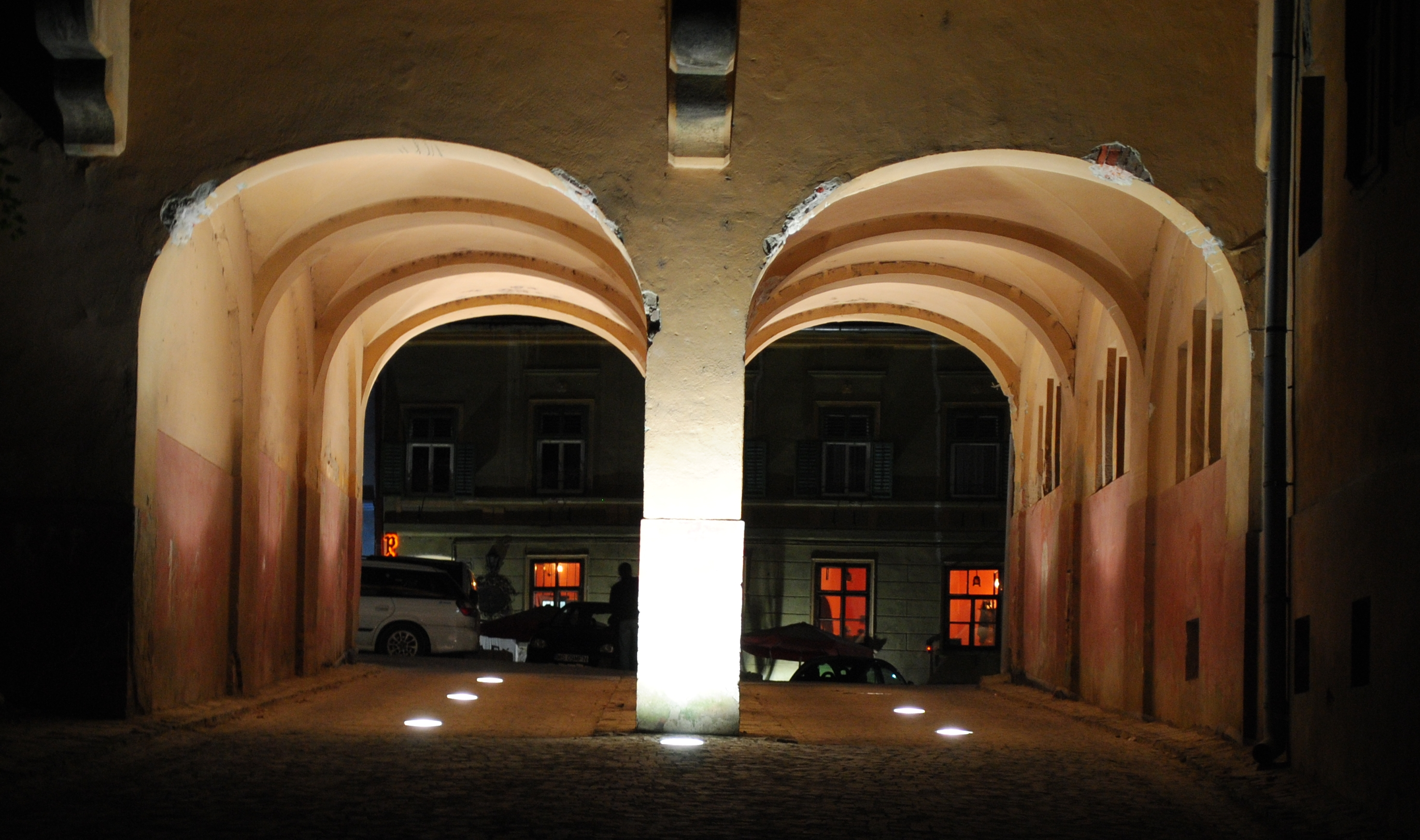
Sighișoara de nuit : l'entrée principale
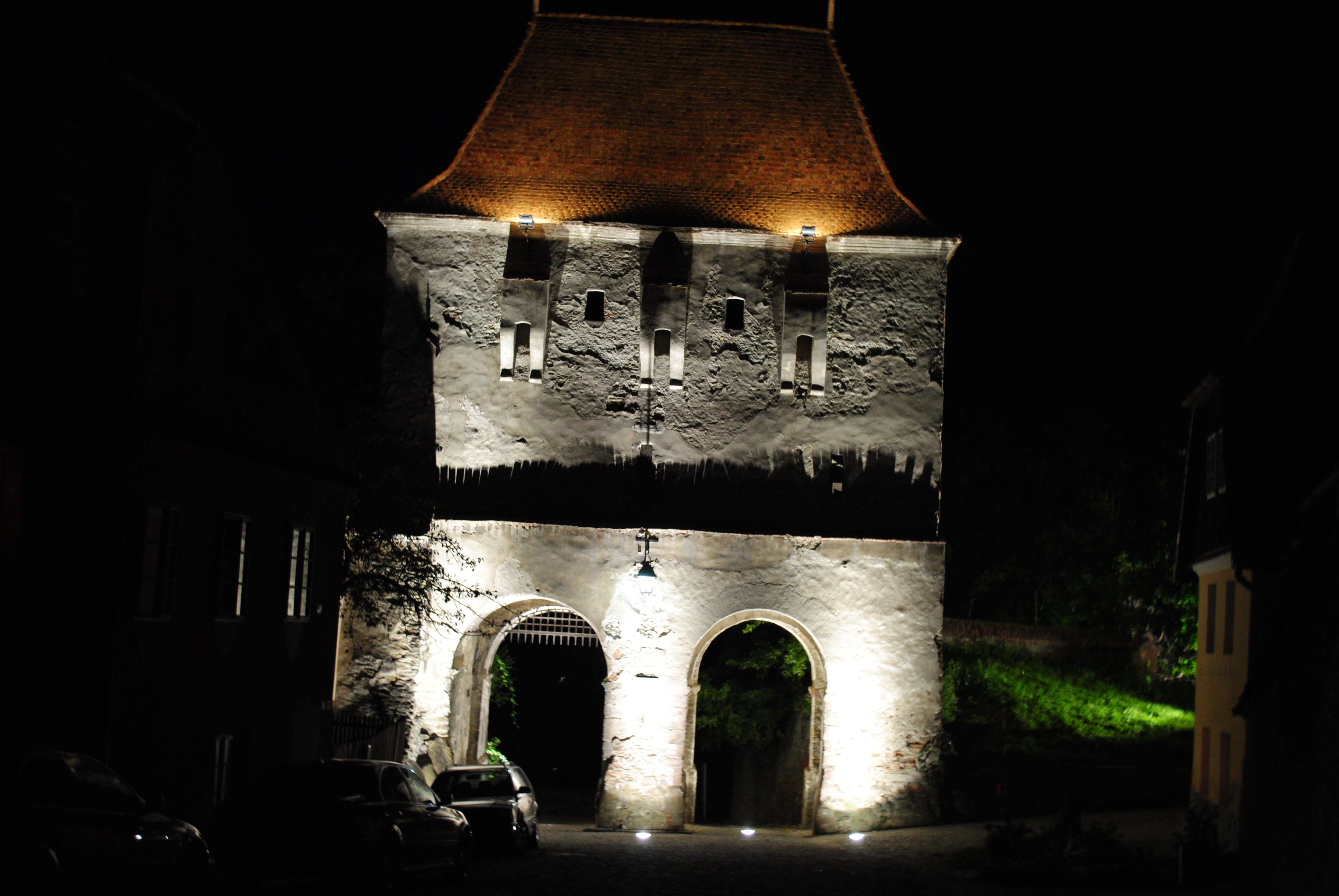
Sighișoara de nuit : une tour
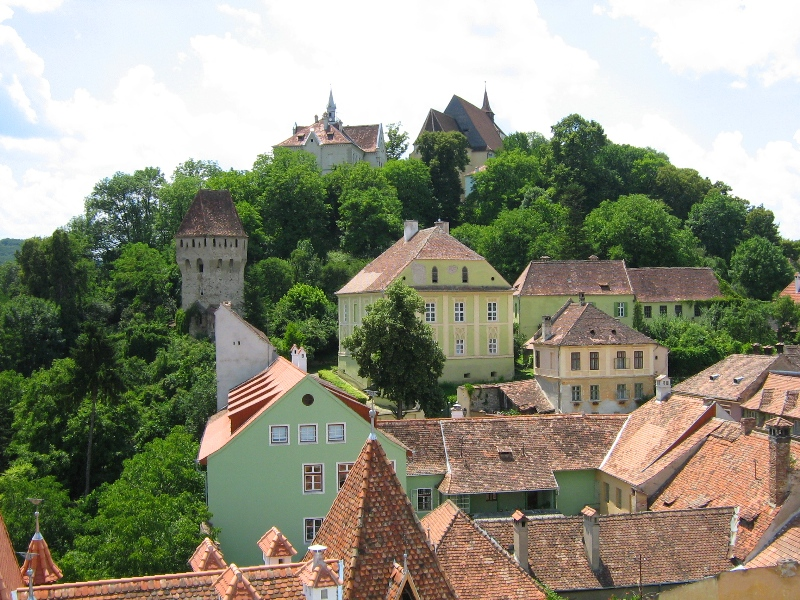
La Cité (Altstadt)
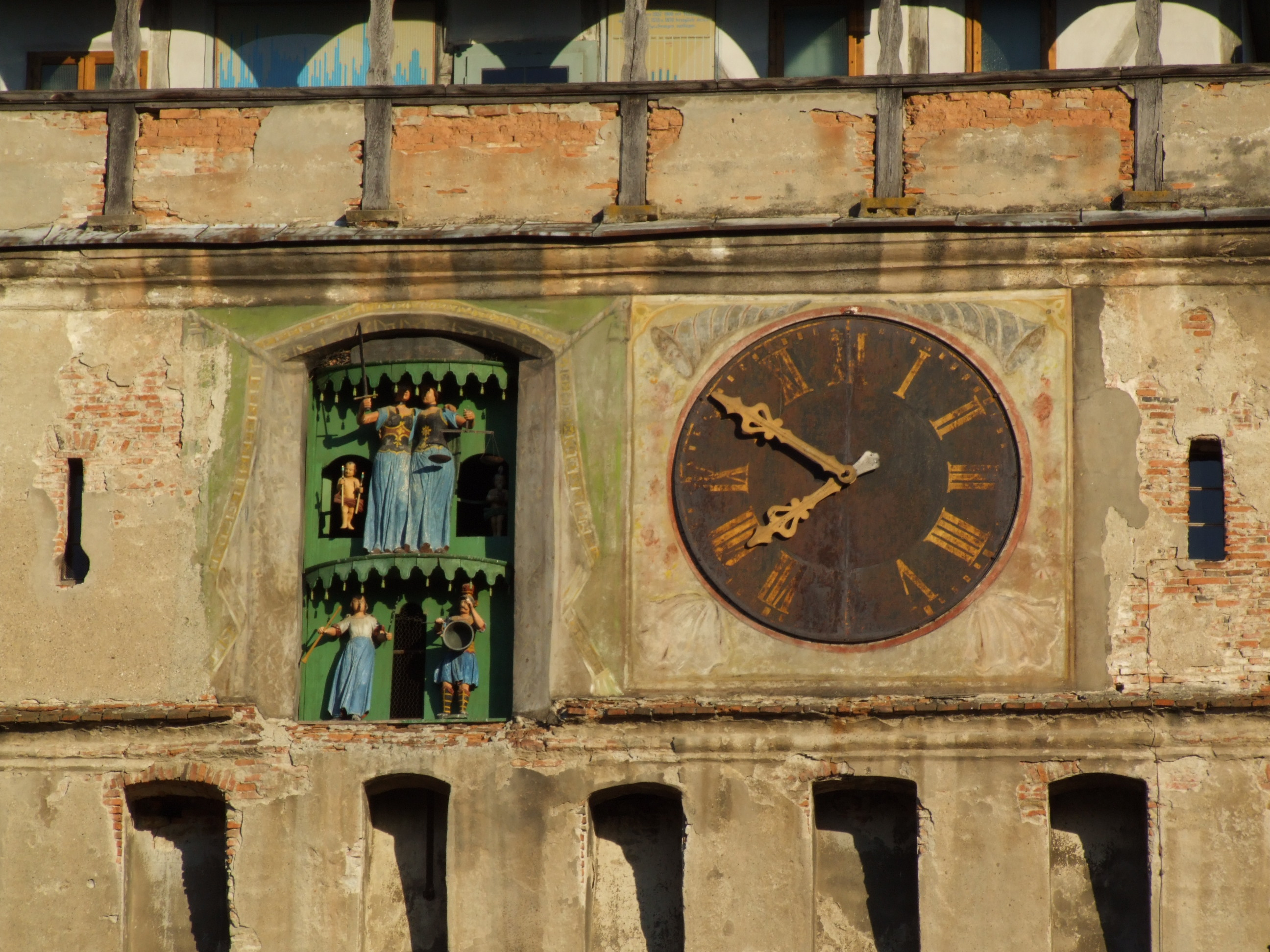
La grande horloge de la Cité
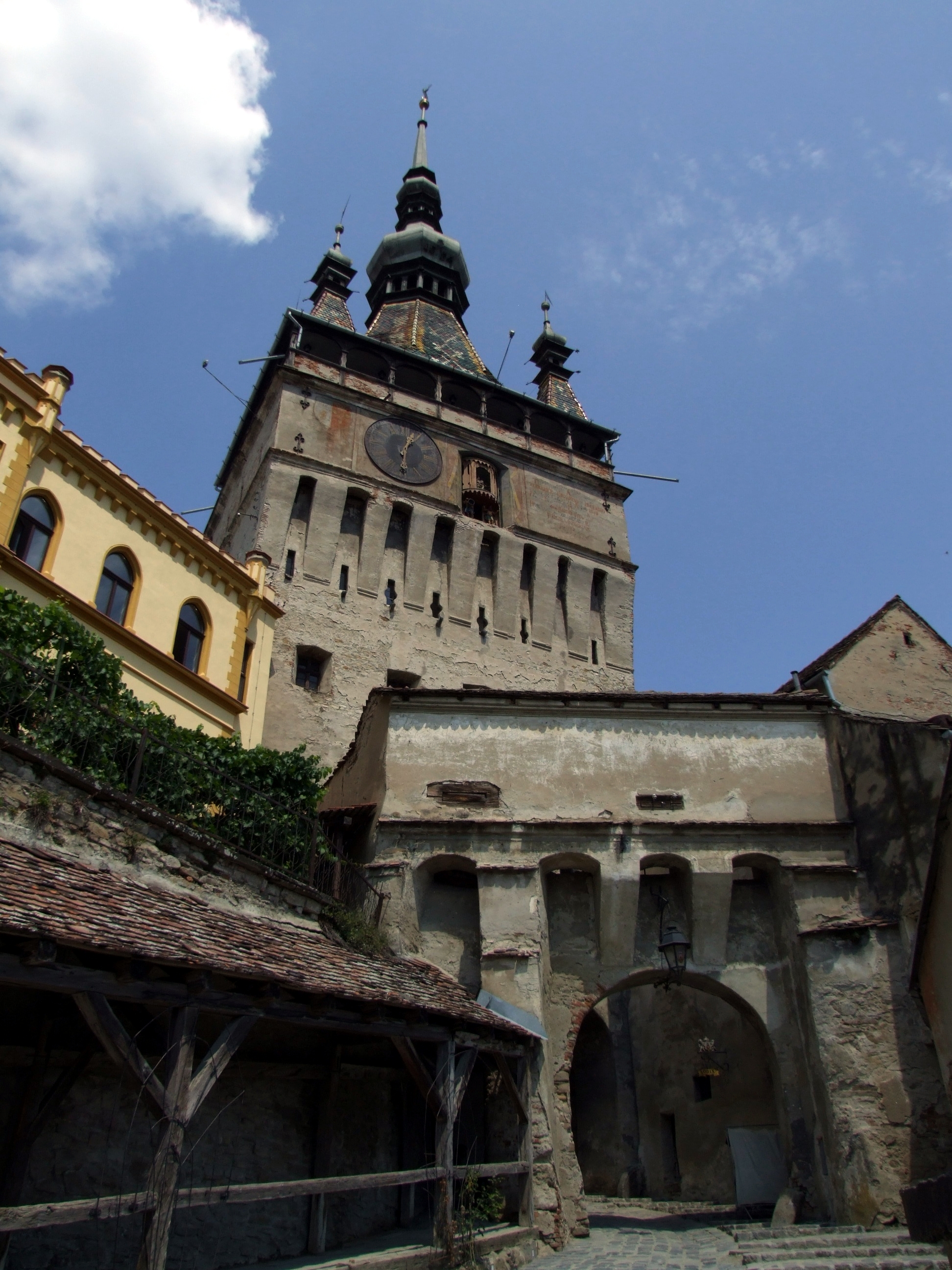
La tour de La Grande Horloge (Stundturm) de la Cité (Burg)
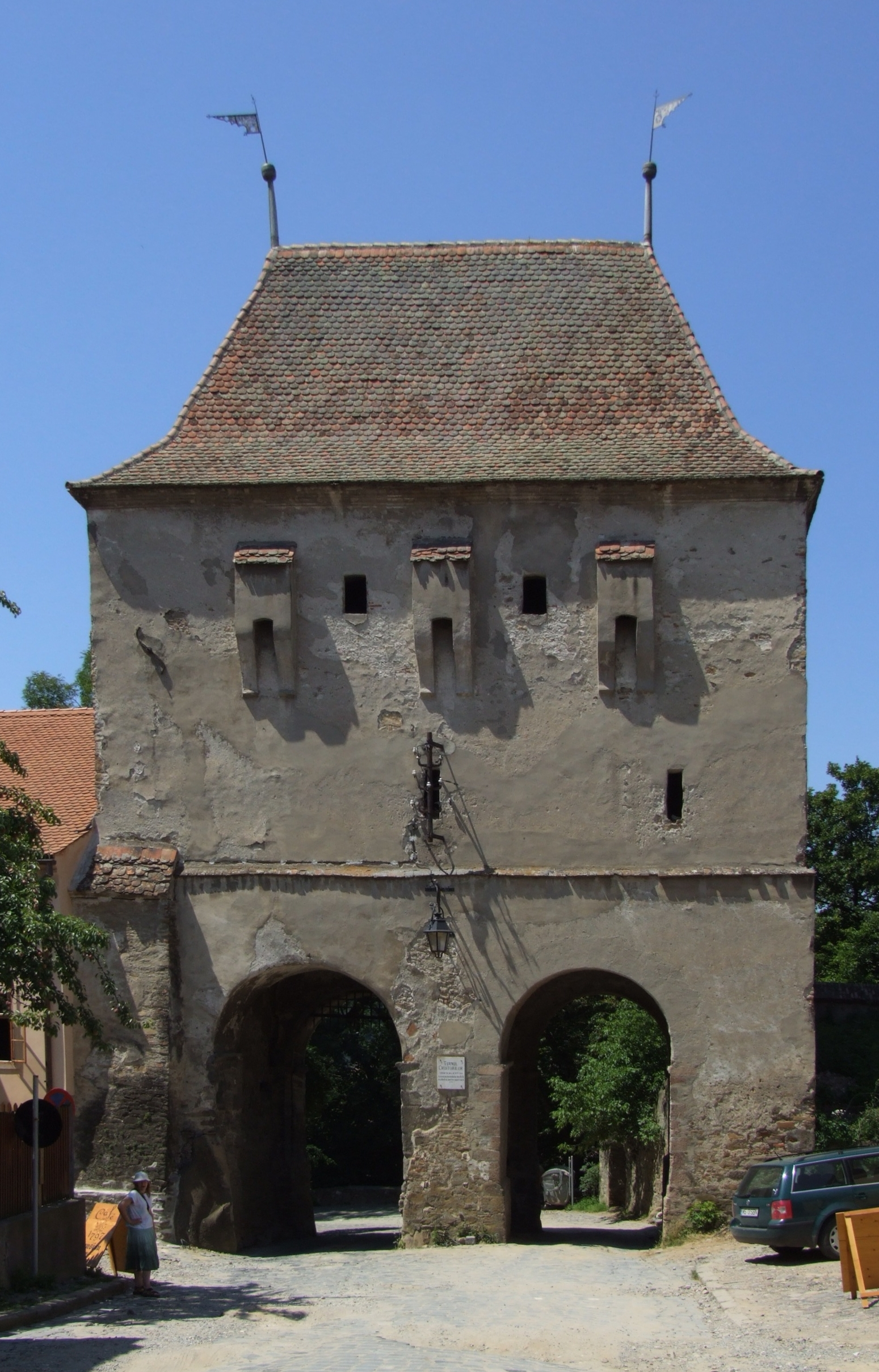
La tour des Tailleurs
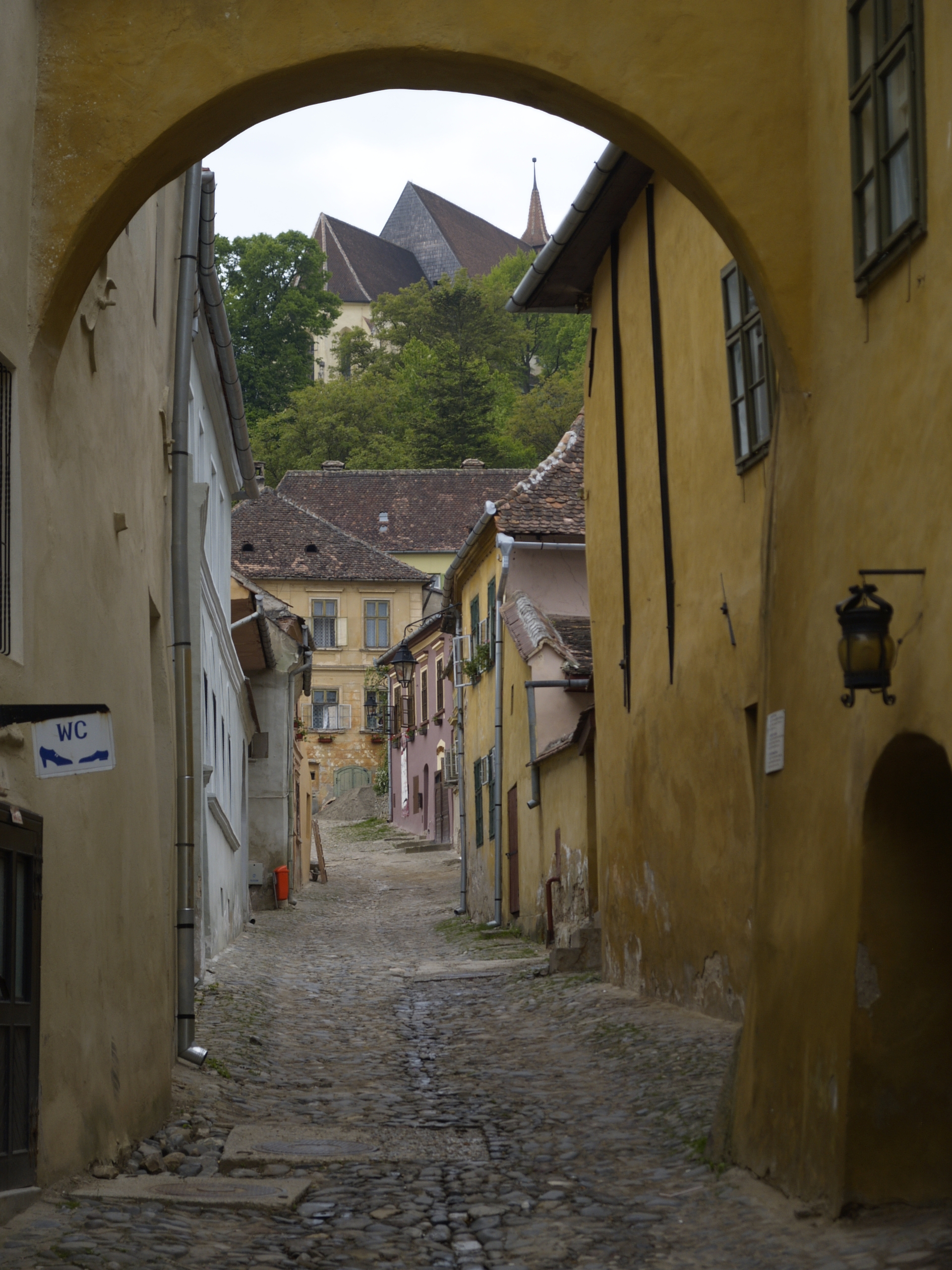
Rue médiévale de la Cité et l'église de la Montagne (Bergkirche)
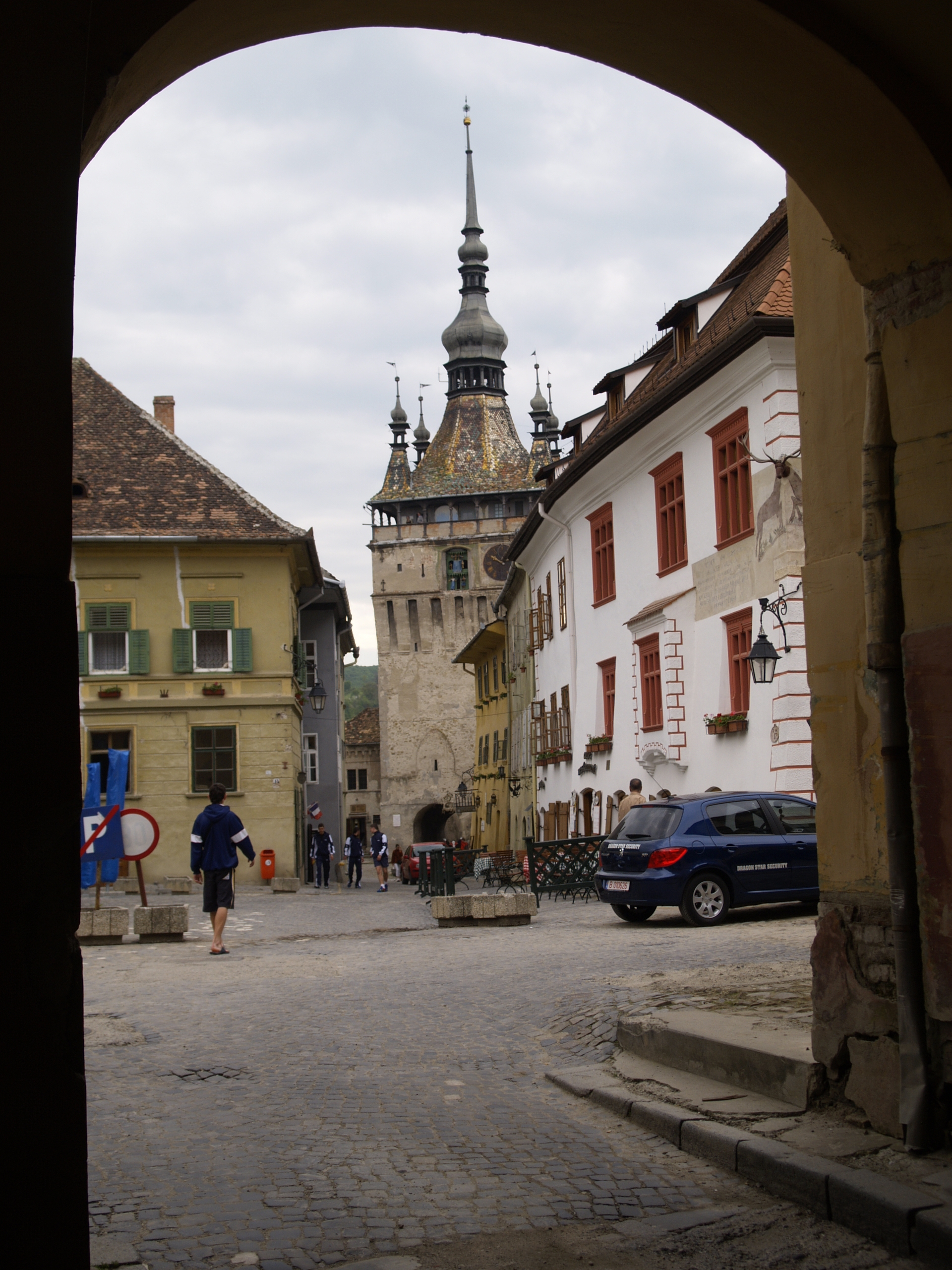
La tour de la Grande Horloge vue de la tour des Tailleurs
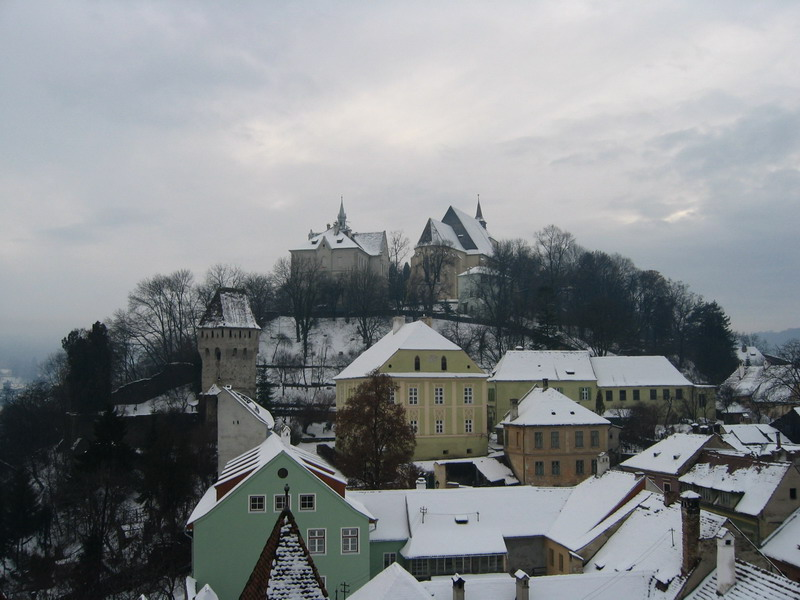
La montagne de l'École (Schulberg) avec Bergkirche et le Lycée Joseph-Haltrich Lyzeum en hiver
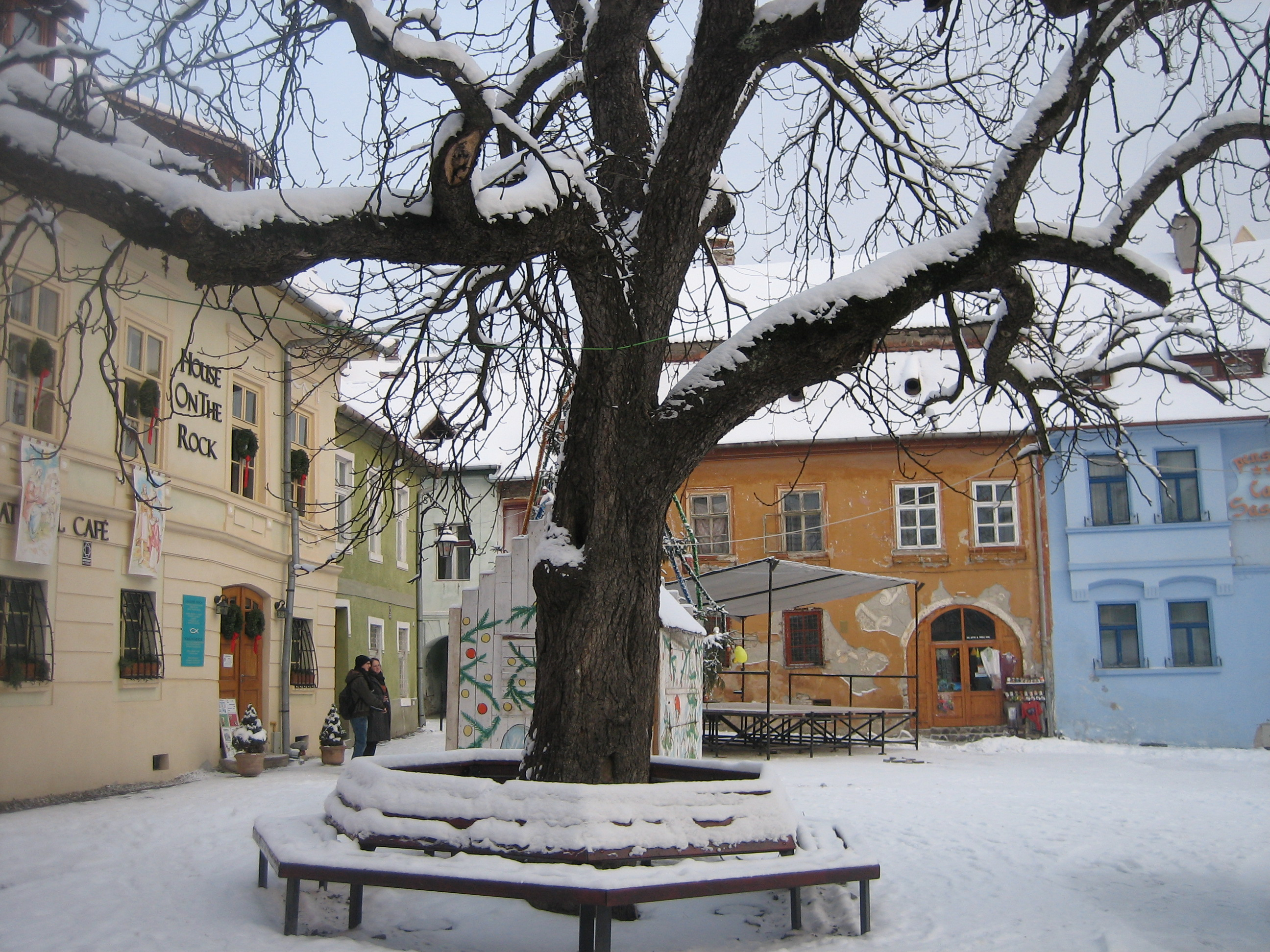
Cafè House on the Rock
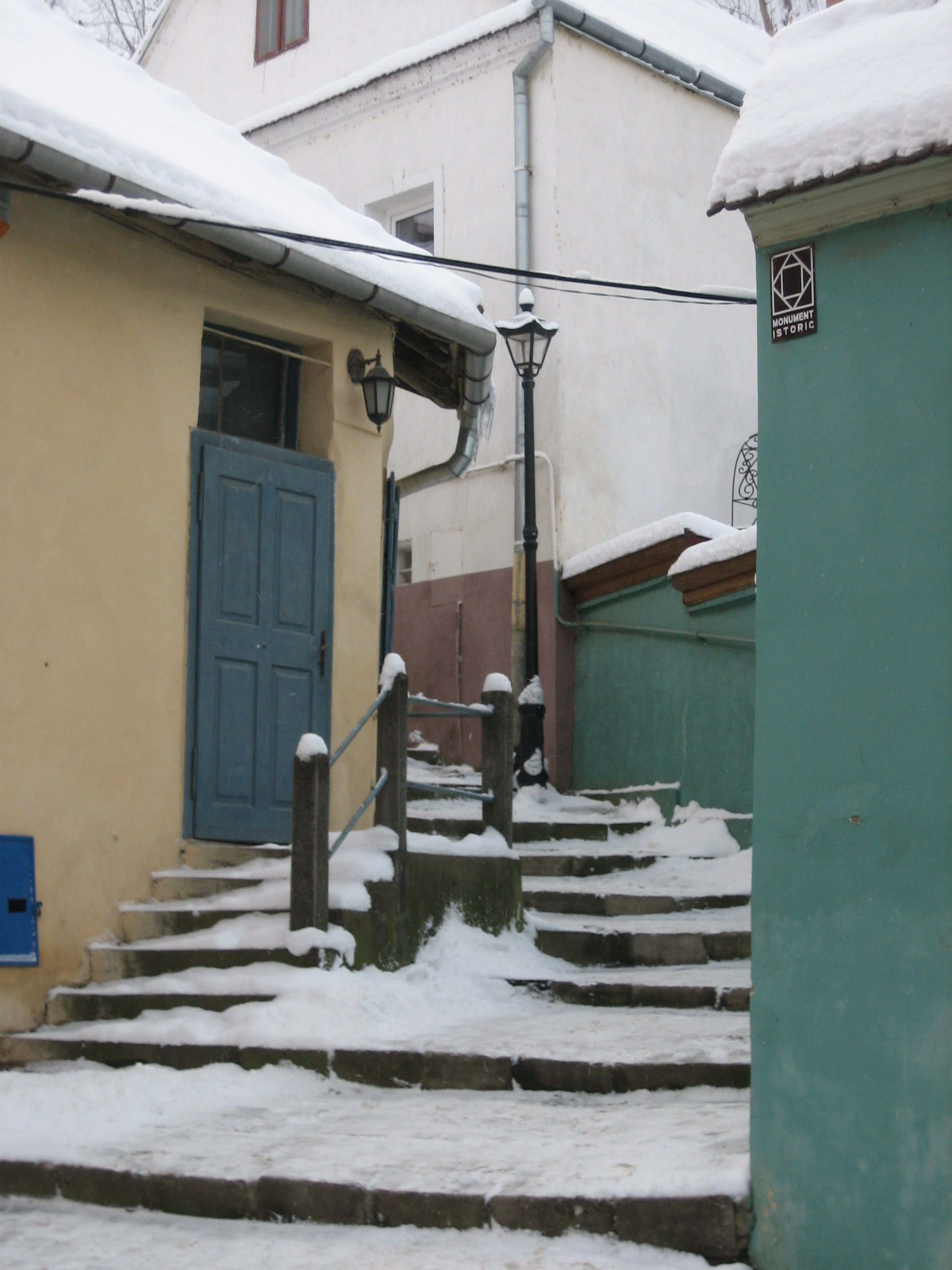
Ascension vers la vieille ville
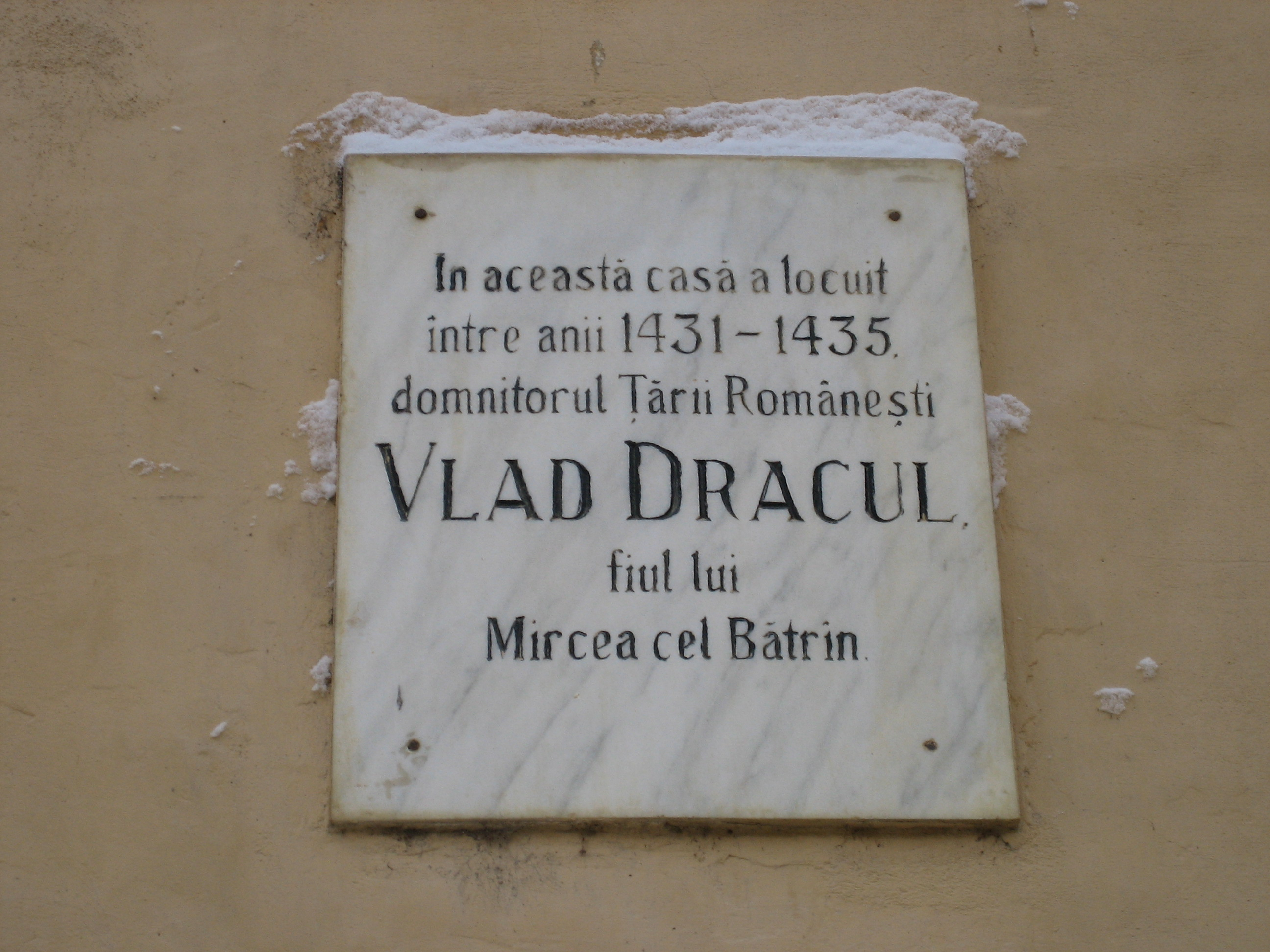
Maison de Vlad Dracul